# France Prešeren
France Prešeren (Vrba, 3. prosinca 1800. – Kranj, 8. veljače 1849.) je slovenski pjesnik.

## Životopis
Slovenski pjesnik rođen u seljačkoj obitelji u mjestu Vrbi kod Bleda 3. prosinca 1800. godine kao treće od osmero djece Šimena i Mine. Rodni dom napustio je veoma rano (1808. ili 1809.). Prvo se preselio ujaku Jožefu u mjestu Kopanje (nedaleko Grosuplja), koji ga je dvije godine podučavao, a potom upisao u osnovnu školu u mjestu Ribnici u pokrajini Dolenjskoj (1810. – 1812.) u kojoj je bio jedan od najboljih učenika. Potom je školovanje nastavio u Ljubljani (1812. – 1813.) gdje je završio i šest razreda gimnazije. Nakon toga upisao je studij filozofije (1819. – 1821.). Odmah nakon završetka druge godine studija 1821. godine preselio se u Beč gdje je završio i treću godinu studija filozofije. Već 1822. upisuje se na Pravni fakultet na kojem diplomira 1826. godine, a 1828. doktorira. Iste godine u ljeto nakon položenog državnog ispita u Celovcu (Klagenfurt) stječe pravo bavljena odvjetničkom praksom. No, kako se njegov slobodarski duh isticao već u studentskim danima i privukao pažnju policije. Molba za otvaranjem odvjetničkog ureda u Ljubljani bila mu je pet puta odbijena što mu je onemogućavalo sređivanje privatnog života. Tek 1846. godine dopušteno mu je otvoriti odvjetnički ured u Kranju.
Nakon povratka iz Beča u Sloveniju Prešeren se suočio s teškim problemima porobljenog i kulturno nerazvijenog naroda. Još je bio na snazi feudalni sustav, ali se počelo sve jače osjećati mlado građanstvo. Bio je glasonoša njegovih narodnih ideja. Povezao se s Matijom Čopom, odličnim poznavateljem svjetske književnosti i usmjerio slovensku književnost u pravcu kozmopolitskog romantizma. Njih dvojica okupili su slovensku literarnu mladež oko pjesničkog almanaha Kranjska čbelica i započeli odlučnu književnu, jezičnu i društvenu borbu. Glavne teme Prešernovih djela bile su sloboda čovjeka, nacionalna sloboda porobljenog naroda i put novog građanstva. Izvanrednom stvaralačkom sposobnošću oblikovao je novi pjesnički jezik. Polazeći od izražajne tradicije narodne lirske pjesme, proširivao je artizam stiha uvođenjem novih oblika i ritmova, osobito romanskih. Neobična snaga njegovog pjesničkog izraza ogleda se u bogatoj i bujnoj metaforici. Elegije Slovo od mladosti i Sonetje nesreče govore o razočaranju osjetljivog čovjeka u buržoaskom društvu u kojem vlada isključivo zakon novca, a u Glosi posebno o položaju pjesnika u tom društvu. Elegija svojim rojakom pokreće pitanje nacionalne svijesti Slovenaca. Satirom u tercinama Nova pisarija nastupa protiv dotadašnje utilitarističke pučko-prosvjetiteljske i vjersko-moralističke književnosti te filozofskog romantizma. Njegove najsmionije intervencije u društvenoj borbi i literarna razmimoilaženja našle su svoj izraz u epigramima (Svršeni i dr.).
U osnovi je pjesnikova odnosa prema apsolutizmu i novom građanskom društvu rezignacija u obliku otuđenosti, alijenacija kao talog Prešerenove životne spoznaje. Intimnu, ljudsku stranu Prešerenove prirode odražava njegova ljubavna lirika. Njezina je skala široka, od početne ljubavne igre u romansama preko mutnih dubina iz niza ljubavnih soneta (Ljubeznjeni sonetje) i Gazela do najvećeg uspona u elementarnim, svečanim pjesmama djevojci Juliji Primic.  
"Sonetni vijenac" (1834.) s akrostihom Juliji označava osjećajni i umjetnički vrhunac Prešerenove lirike. To je književni lirski vijenac od petnaest soneta posvećen Prešerenovoj neostvarenoj ljubavi. Završni sonet u vijencu je Magistrale i u njemu pjesnik govori o temeljnom izvoru svoga pjesničkog nadahnuća i svojoj nepoljuljanoj vjeri u ljubav. Magistrale sadrži i akrostih (u književnosti, akrostih ih je pjesma u kojoj početna slova stihova koja se čitaju odozgo prema dolje daju neku riječ. To je najčešće riječ koja označava temu pjesme) u kojem se krije ime i prezime njegove najveće ljubavi Julije Primicove.  
No, neuzvraćeni osjećaji (niz novih soneta iz skupne Ni znal molitve... i očajnička Kam), ostavili su trag na čitavoj daljnjoj Prešerenovoj lirici te se ona pretvara u rezignaciju. Zbog velikog utjecaja tih činjenica na njegov literarni rad valja naglasiti kako je Prešeren imao dvije velike ljubavi: Juliju Primic (rođena 1816.), kćerku bogatog ljubljanskog trgovca, koja mu je postala jedna od glavnih poetskih inspiracija i sobaricu Anu Jelovšek (rođena 1823.) s kojom je imao troje nezakonite djece – Režiku, (1839. – 1840.), Ernestinu (1842. – 1917.) i Francu (1845. – 1855.). 
Otpor na koji je naišla njegova poezija kod jansenističkog svećenstva, starije romantičke generacije, cenzure i vlasti onemogućio je daljnje objavljivanje Kranjske čbelice. Iznenada je došla i Čopova smrt (Dem Andenken des Matthias Zhop), a pjesnikov materijalni opstanak postao je sve bezizgledniji. Ep Krst pri Savici razotkriva njegovo duševno stanje. Javljaju se motivi samoubojstva u njegovim djelima, ali u pjesmi Pevcu i suprotna je spoznaja: treba znati podnositi bolove i grozote života. Mračne ljubavne balade Prekop, Zdravilo ljubezni, Ženska zvestoba, Ribič i Neiztrohnjeno srce svjedoče kako nije prebolio veliku ranu. Poslije 1838. živi usamljen. Misli mu se vraćaju mrtvim prijateljima (V spomin Andreja Smoleta; V spomin Matija Čopa). Prijateljstvo s poljskim prognanikom Emilom Korytkom urodilo je značajnim izadanjem pet svezaka slovenskih narodnih pjesama. Ovdje također valja naglasiti kako Prešeren nije prihvaćao koncepciju ilirizma za Slovence Stanka Vraza koja je nastupala s napuštanjem slovenskog književnog jezika, iako je inače Prešeren bio prožet slavenskom idejom. U tmini Metternichova apsolutizma napisao je (1844.) proročansku Zdravljicu s političkim konceptom ujedinjene Slovenije i ravnopravnih odnosa između velikih i malih naroda. Preminuo je 8. veljače 1849. godine u Kranju od ciroze jetre. Na samrti će ostaviti jednu zagonetku za sobom izričući rečenicu koja ni do danas nije razjašnjena: "Za mene bi bilo bolje da nikada nisam bio u Ribnici."
Pjesnik iz romana Augusta Šenoe "Karanfil s pjesnikova groba" je, tada već pokojni, Prešern.